# Kasernenordnung
Die Kasernenordnung ist eine Sammlung dienstlicher Anordnungen, die dem Zweck dient, einen möglichst reibungslosen und sicheren Arbeits- und Dienstbetrieb in militärischen Liegenschaften der Bundeswehr zu gewährleisten.

## Geltungsbereich
Die Kasernenordnung gilt im Zuständigkeitsbereich eines Kasernenkommandanten und wird von diesem erlassen. Sie gilt nicht nur innerhalb einer Kaserne, sondern auch in deren Außenbereichen, wenn diese der entsprechenden Liegenschaft zugehörig sind. Insofern läge eine unzulässig verkürzte Begriffsinterpretation vor, würde man mutmaßen, der Geltungsbereich einer Kasernenordnung würde unmittelbar nach dem Verlassen der Kasernen enden. Der Geltungsbereich der Kasernenordnung ist also nicht deckungsgleich mit der sichtbaren Außengrenze einer Kaserne, aber immer deckungsgleich mit dem Zuständigkeitsbereich des erlassenden Kasernenkommandanten.

## Rechtsgrundlagen
Die Rechtsgrundlagen der Kasernenordnung sind die geltenden Gesetze und Verordnungen. Zumeist enthält sie ferner auch Entscheidungen verschiedener Dienststellen, die sich innerhalb des Geltungsbereiches der Kasernenordnung befinden. Beispiel: So kann die Kasernenordnung auch die Kantinenzeiten der einzelnen Dienststellen regeln, um einen „Massenandrang“ auf die Truppenküche zu verhindern. Hierfür sind freilich Absprachen der betroffenen Dienststellen erforderlich, die Teil der Kasernenordnung werden. Ferner sind von Gesetzes wegen die Beteiligungsrechte zu wahren, bevor eine Kasernenordnung in Kraft treten kann.
Da der Kasernenkommandant seiner Dienststellung nach Vorgesetzter im besonderen Aufgabenbereich (vgl. § 3 Vorgesetztenverordnung) ist, hat die Kasernenordnung für die sich in ihrem Geltungsbereich aufhaltenden Soldaten der Bundeswehr Befehlscharakter. Es ist jedoch nicht möglich, die Kasernenordnung als reinen Befehl zu formulieren, da sie sich auch an solche Personen richtet, die keine Befehle eines militärischen Vorgesetzten empfangen, z. B. zivile Bundeswehrangehörige oder nicht den Streitkräften angehörende Besucher, obwohl diese ebenso die Kasernenordnung befolgen müssen.

## Inhalt
Die Kasernenordnung regelt typischerweise u. a.
- die Straßenverkehrs- und Parkordnung
- allgemeine Verhaltensmaßgaben
- Maßnahmen zur Herstellung der Betriebssicherheit
- die allgemeinen Dienstzeiten
- die Handhabung von Zutrittsberechtigungen
- die Betreuungseinrichtungen sowie die
- Anzugordnung und Grußpflicht

Allerdings ist festzuhalten, dass nicht eine Kasernenordnung der anderen gleicht, sondern sie fast immer ein auf den speziellen Bedarf einer bestimmten Liegenschaft zu- und ausgerichtetes Regelwerk darstellen.

## Durchsetzung
Zur Durchsetzung der Kasernenordnung ist grundsätzlich jeder Vorgesetzte verpflichtet. Der Kasernenkommandant wird jedoch bestimmtes, ihm unterstelltes Personal mit dem spezifischen Auftrag versehen, die Einhaltung der Kasernenordnung zu überwachen und durchzusetzen. Hierzu zählen regelmäßig
- der Kasernenoffizier
- der Kasernenfeldwebel
- der Offizier vom Wachdienst
- die Angehörigen der Wache

## Verstöße
Ein Verstoß gegen die Kasernenordnung wird in leichteren Fällen meist durch eine Ermahnung, in schweren oder Wiederholungsfällen oft durch ein Verbot zum Betreten der Liegenschaft (für Personen, die nicht der Bundeswehr angehören) oder eine Disziplinarmaßnahme (für zivile oder militärische Bundeswehrangehörige) geahndet. In besonders schweren Fällen werden auch die Bestimmungen nach dem Wehrstrafgesetz (z. B. bei einem beharrlichen Widersetzen gegen die Kasernenordnung durch einen Soldaten) oder dem Strafgesetzbuch auf Anwendbarkeit geprüft.